# 渾水摸魚
浑水摸鱼是兵法三十六计的第二十计。
原文为：「乘其阴乱，利其弱而无主。随，以向晦入宴息。」（趁着敌人内部混乱之机，利用它的懵懂没有主见的弱点使他顺从。这是一个自然规律，就像人到了晚上一定要入室休息那样的自然。）

## 按语
当动荡不定的时候，就会存在着冲突杂乱的多种力量。这时候实力不强的一般都会处于投靠谁、反对谁都没有主见的状态中；由于其六神无主，就可以完全利用这一点立即把它争夺过来。今多指做事不認真或投機取巧。

## 典故
秦晉淝水之战，晋军前线总督谢玄，利用秦军大都是新招募的杂牌军，内部不稳，人心不齐，主将骄而无谋等弱点，先用激将法誘使秦军撤兵，趁秦军后撤大乱之机，挥师乘势追杀，大败秦军，乱中取胜。